# Communauté de communes Cœur d’Estuaire
Die Communauté de communes Cœur d’Estuaire ist ein ehemaliger französischer Gemeindeverband mit der Rechtsform einer Communauté de communes im Département Loire-Atlantique in der Region Pays de la Loire. Sie wurde am 23. Dezember 2002 gegründet und umfasste drei Gemeinden. Der Verwaltungssitz befand sich im Ort Saint-Étienne-de-Montluc.

## Historische Entwicklung
Mit Wirkung vom 1. Januar 2017 fusionierte der Gemeindeverband mit der Communauté de communes Loire et Sillon und bildete so die Nachfolgeorganisation Communauté de communes Estuaire et Sillon.

## Ehemalige Mitgliedsgemeinden
1. Cordemais
2. Saint-Étienne-de-Montluc
3. Le Temple-de-Bretagne